# Pomatostomidae
Pomatostomidae é uma família de aves passeriformes pertencentes à subordem Passeri.